# Ricard Lluch i Julià
Ricard Lluch i Julià (Barcelona, 2 de maig de 1895 - 6 de desembre de 1988, L'Hospitalet de Llobregat) fou mestre ebenista i pessebrista.
Ricard Lluch va néixer al carrer Trafalgar de Barcelona. Fill de Josep Lluch Farré i Bonaventura Julià Birba, va ser el petit de deu germans. Va cursar estudis artístics a l'Escola de Belles Arts de Barcelona i va practicar al taller del seu pare, Josep Lluch. Es va distingir en la realització del moble clàssic, sobretot el de l'estil isabelí. En 1930 i 1931 va exposar diverses obres en la Sala Parés del carrer Petritxol. El 1950 va projectar i construir l'arqueta en la qual era presentat els tres petits diorames amb figures de 3,5 cm de Martí Castells que els pessebristes barcelonins van fer entrega al Papa Pius XII.
La seva obra pessebrística iniciada cap als volts de 1929, va adquirir una gran perfecció Els seus pessebres eren presentats en un teatrí, amb diferents actes i figures o decorats en moviment, reproduint monuments arquitectònics, interiors o paisatges. Els guions eren sobre vides de Sants, però també sobre fets històrics, com per exemple Nagasaki.
Amb els pessebres volia proporcionar moments d'emoció als visitants. Una anècdota al principi dels seus pessebres va passar l'any 1931, amb el pessebre dedicat a la muntanya de Montserrat, en la visita que van fer-li els membres de l'Associació de Pessebristes de Barcelona; aquests van ser molt crítics i li van dir que el pessebre sempre s'havia de situar al portal de Betlem. L'any següent, Lluch, seguint les indicacions que li havien fet els de l'Associació de Pessebristes (i per posar-los una mica en evidència,) va fer un pessebre dedicat al portal de Betlem, concretament al portal de l'església de Betlem de la Rambla de Barcelona.

## Premis[5]
- 1947 va ser distingit amb un primer premi en el V Concurs Nacional d'Artesania.
- 1949 va obtindre un primer premi en la XVII Fira de Mostres de Barcelona.
- 1949 va rebre un diploma honorífic en l'Exposició Regional d'Artesania celebrada en Vic.
- 1950 li van concedir un diploma d'Honor en l'Exposició del Ram de la Fusta.
- 1959 Premi Extraordinari d'Honor de la Societat Econòmica Barcelonesa dels Amics del País.